# Устка
Устка (пољ. Ustka) град је у Пољској у Војводству поморском. По подацима из 2012. године број становника у месту је био 16 379.

## Становништво
| 2012.  |
| ------ |
| 16 379 |

## Партнерски градови
- Капелн
- Слупск